# Claire Donovan
Pour les articles homonymes, voir Donovan.
Claire Marie Donovan (née Baker; 12 février 1948 - 5 juin 2019) est une historienne et universitaire britannique.

## Carrière
Claire Donovan fait ses études à Oxford avant d'étudier en premier cycle en anglais et en histoire de l'art à l'Université de Londres. Elle obtient un diplôme de troisième cycle du Somerville College d'Oxford et un doctorat de l'Université d'East Anglia . Sa thèse,"The Early Development of the Illustrated Book of Hours in England, v. 1240–1350," a été complétée en 1981.
Elle est directrice adjointe du Dartington College of Arts, chercheur honoraire au College of Humanities de l'Université d'Exeter, membre du conseil de la Devon History Society, administratrice de Poltimore House Trust  et présidente de la South West Association de préservation des trusts .

## Thèse et Publications
- Baker, CM 1981. "The Early Development of the Illustrated Book of Hours in England, v. 1240–1350." (Thèse, Université de Londres)
- Donovan, C. 1991. Les Heures de Brailes: façonner le livre d'heures à Oxford au XIIIe siècle . Londres, British Library.
- Donovan, C. et Bushnell, J. 1996. John Everett Millais, 1829–1896: une exposition centenaire . Southampton, Institut de la faculté des arts médiatiques.
- Donovan, C. 2000. La Bible de Winchester . Winchester, la cathédrale de Winchester.
- Donovan, C. 2005. Revue de Kathryn A. Smith, Art, Identity and Devotion in Fourteenth-Century England: Three Women and their Books of Hours (London: The British Library/Toronto: U. of Toronto Press, 2003), in English Historical Review CXX/486, pp. 203-05.
- Donovan, C. et Hemmings, J. 2014. "Preuve de la reconstruction du XVIIIe siècle à la maison Poltimore: interprétation des dessins d'Edmund Prideaux, 1716 et 1727", The Devon Historian 83.